# 埃拉·泽勒
埃拉·泽勒（羅馬尼亞語：Ella Zeller，1933年11月26日—2025年3月8日），婚前姓康斯坦丁内斯库（羅馬尼亞語：Constantinescu），罗马尼亚女子乒乓球运动员，教练和官员。她曾获得6枚世界乒乓球锦标赛金牌，3枚银牌和5枚铜牌。1995年，她入选了国际乒联名人堂。